# Museu Nacional de Palau
El Museu Nacional de Palau (en anglès, oficialment, Belau National Museum) és un museu situat a Koror, a la República de Palau. És el museu més antic de la Micronèsia.

## Història
El museu es va inaugurar el 1955 i es tracta del museu més antic de la Micronèsia en funcionament continu. Entre els seus fundadors hi ha els palauaians Indalecio Rudimch, Francisco Morei, Alphonso Oiterong i l'antropòleg Francis M Mahoney. Originalment ubicat a l'antiga Oficina Meteorològica de l'Administració Japonesa, el museu es va traslladar més tard a un nou edifici, que va ser finançat pel govern de la República de la Xina. Des de 1955 fins al trasllat de la seva ubicació el 1970, el museu va ser dirigit per un comitè de museus. L'any 1970 el museu es va traslladar a un edifici de dues plantes al Jardí Botànic de Palau.
El 1973 l'estructura administrativa del museu va canviar a una organització sense ànim de lucre governada per un patronat.

## Edifici
El museu disposa de dos espais d'exposició, un arxiu fotogràfic climatitzat, oficines i botiga. A partir de 2006, l'espai d'exhibició del primer va mostrar la cultura i les arts tradicionals de Palau, incloent-hi diners de comptes (udoud) i la cerimònia de la compra de cases coneguda com ocheraol.

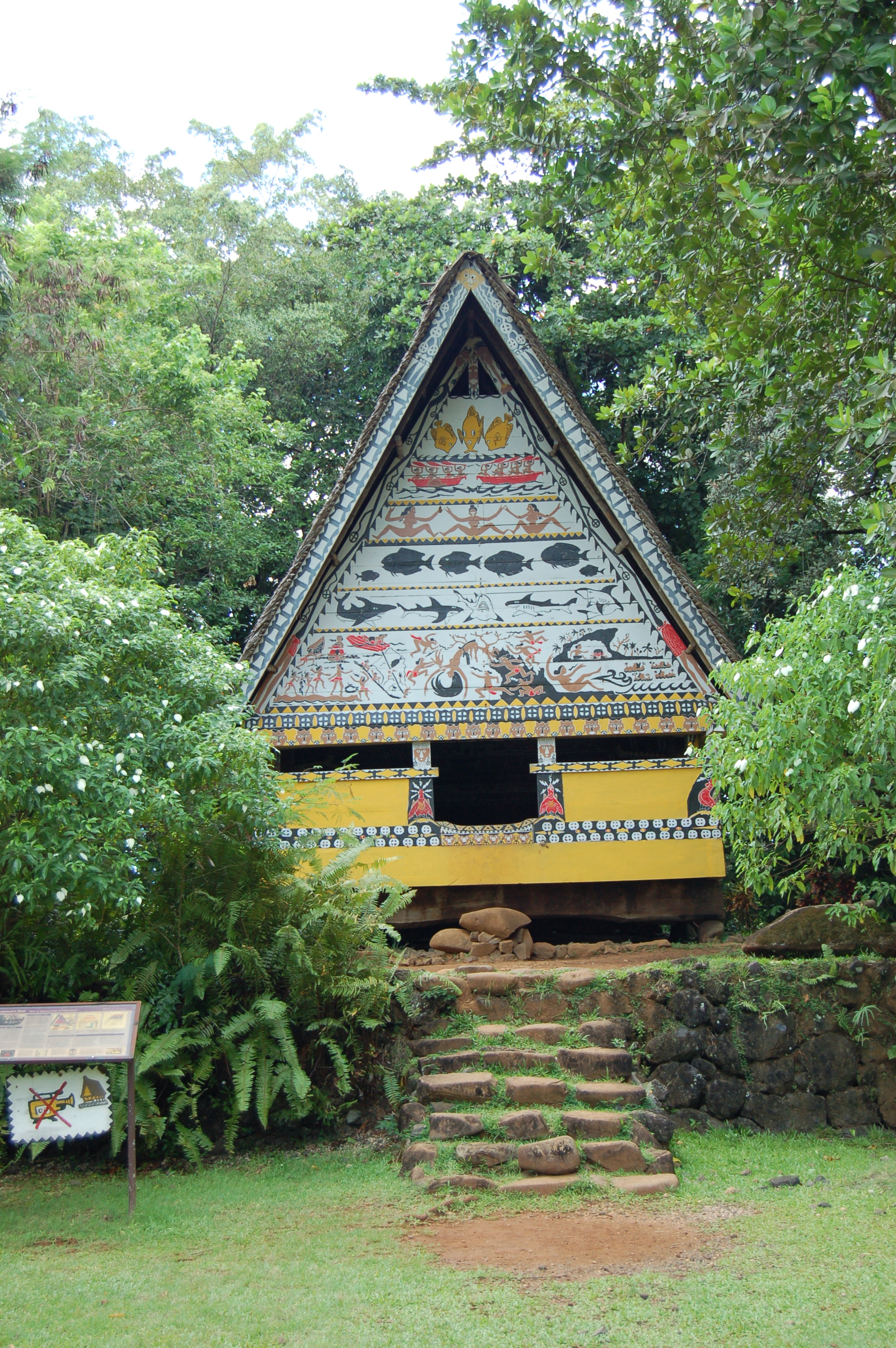
Un bai reconstruït al museu.

Al recinte més ampli del museu hi ha una biblioteca de més de 5.000 llibres relacionats amb la història i la cultura de Palau. També hi ha un estatut de Haruo Remeliik, el primer president de Palau.

## Col·leccions
El museu exposa objectes de tots els aspectes de la vida local de Palau, com ara obres d'art, fotografia, escultures, etc. Tanmateix, segons Philip Dark, a causa de la manca de seguretat el 1988 s'hi havien robat diversos objectes importants.
El 1988 la col·lecció constava de més de 1.000 objectes relacionats amb els temes històrics, antropològics i biològics del país. Hi ha diversos centenars d'imatges a la col·lecció fotogràfica, moltes de les quals són del període de l'ocupació colonial japonesa i alemanya. Aquest arxiu va formar part d'un projecte de recerca dut a terme a mitjans dels anys 2000 per documentar la vida sota el domini colonial japonès. L'any 2003, la col·lecció de mitjans es va sotmetre a un programa de digitalització, finançat amb una beca de lideratge nacional de l'Institut de Serveis de Museus i Biblioteques dels EUA.
El museu també ha estat actiu en l'enregistrament del patrimoni cultural immaterial de Palau, inclòs el conreu de taro. Com a part del procés d'adquisició del museu, els creadors d'obres que s'estan incorporant a la col·lecció són entrevistats i es registra el procés de realització.
El 2017, el departament de ciències naturals del museu va dirigir una enquesta sobre la vida dels ocells a la llacuna sud de les illes Rock, patrimoni de la humanitat. El mateix any el museu va signar un memoràndum d'entesa amb el Museu Nacional de Praga per aprofundir les relacions científiques entre els països.

### Col·leccions a l'estranger

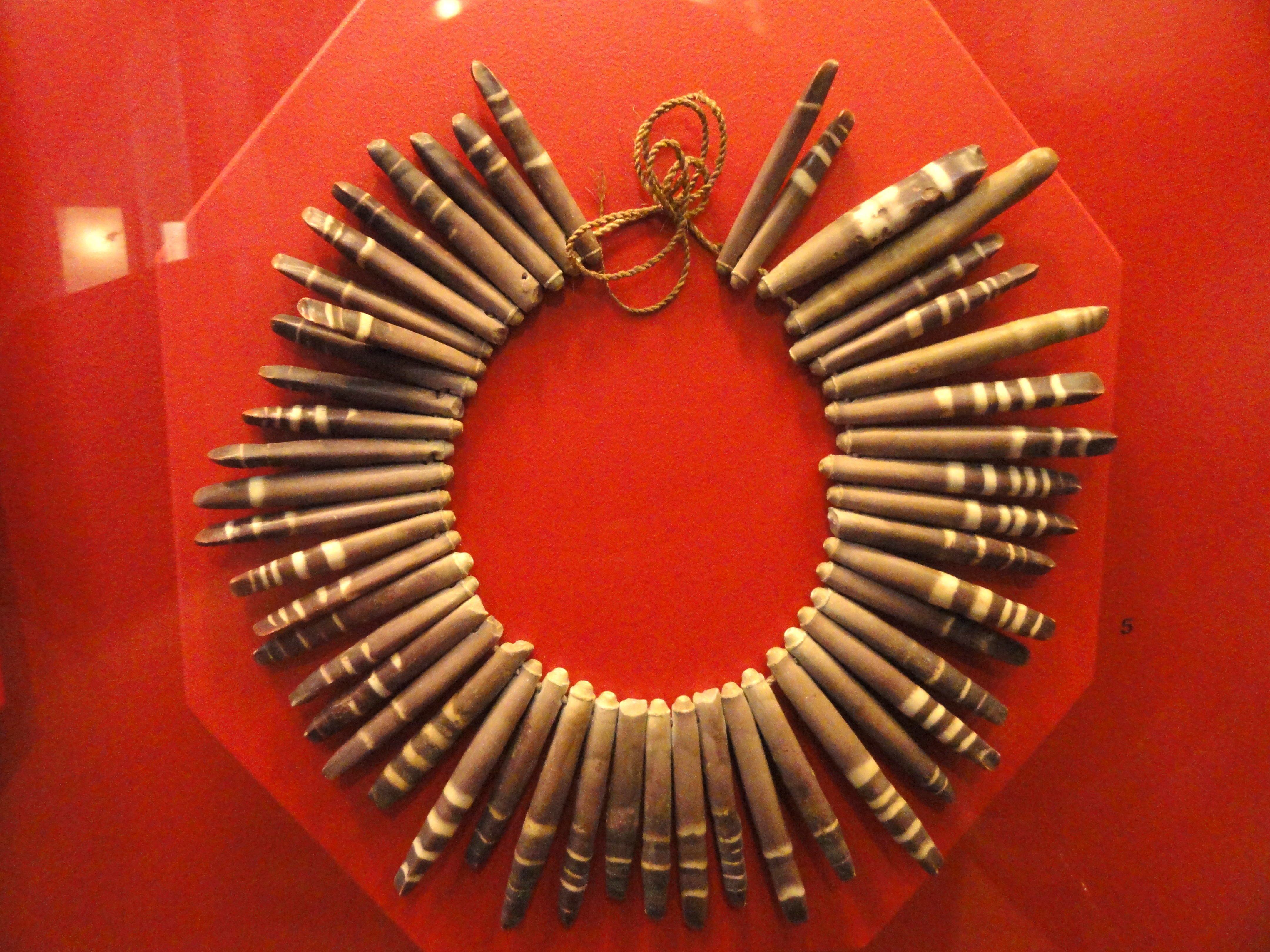
Collaret de columna vertebral d'eriçó de mar, Staatlichen Museums für Völkerkunde München.

A causa del llegat del colonialisme, aspectes importants del patrimoni de Palau es conserven en col·leccions a l'estranger. Això inclou enregistraments de música tradicional conservats al Berliner Phonogramm-Archiv, vestits conservats principalment als Museus de Glasgow o estores de fibra de pandans de Sonsorol als Museus Nacionals d'Escòcia. El Museu Britànic té material de Palau del segle XVIII: un bol de fusta amb incrustacions en forma d'ocell, una pintura a l'oli i una canoa amb incrustacions, entre d'altres.
L'any 2005 els actius digitals d'enregistraments de camp realitzats a Palau als anys 60 van ser repatriats al museu.

## Bai

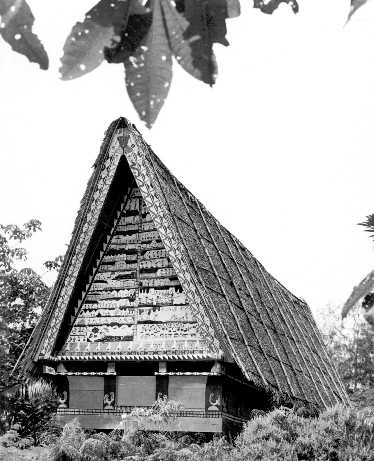
Primer bai.

L'any 1969 es va construir una casa de reunions tradicional coneguda com a bai, per tal de mostrar i preservar els estils i les habilitats de construcció tradicionals. Tanmateix, es va incendiar el 13 d'octubre de 1979. A principis de la dècada de 1990, el bai va ser reconstruït amb mètodes tradicionals i és ara una característica clau del museu actual.